# René Hamel
René Hamel   (Orxa, 14 d'octubre de 1902 - Gouvieux, 7 de novembre de 1992) va ser un ciclista francès, que va córrer durant els anys 20 del segle xx. Els seus principals èxits esportius els aconseguí als Jocs Olímpics de París de 1924, en què guanyà la medalla d'or en la contrarellotge per equips (formant equip amb Armand Blanchonnet i Georges Wambst; i la de bronze en la contrarellotge individual, per darrere Armand Blanchonnet i Henri Hoevenaers.

## Palmarès
- 1922
  - 1r a la París-Dieppe
- 1924
  -  Campió de França en ruta amateur

### Resultats al Tour de França
- 1928. 32è de la classificació general